# Ceterach reichardtii
Ceterach reichardtii là một loài dương xỉ trong họ Aspleniaceae. Loài này được Haracic mô tả khoa học đầu tiên năm 1892.
Danh pháp khoa học của loài này chưa được làm sáng tỏ. 